# Max Zindler
Max Zindler (* 5. Juni 1852 in Lobsens; † 15. April 1908 in Schönlanke) war Gutsbesitzer und Mitglied des Deutschen Reichstags.

## Leben
Zindler besuchte nach privater Vorbereitung das Realgymnasium zu Posen. Er hat die praktische Landwirtschaft erlernt und war seit 1876 im eigenen Besitz in Neudorf bei Schönlanke tätig. 1874–75 hat er einjährig gedient beim Pommerschen Füsilier-Regiment Nr. 34 und war danach Hauptmann der Landwehr. Er war Mitglied der Landwirtschaftskammer für Posen und des Kreisausschusses des Kreises Czarnikau. Weiter war er Träger des Roten Adlerordens IV. Klasse, des Offizier-Verdienstkreuzes II. Klasse und der Centenarmedaille.
Ab 1890 war er bis zu seinem Tode Mitglied des Preußischen Abgeordnetenhauses und ab 1903 des Deutschen Reichstags für den Wahlkreis Regierungsbezirk Bromberg 1 Czarnikau, Filehne, Kolmar in Posen und die Deutschkonservative Partei. Seine Mandate endeten mit seinem Tode.